# Santhià
Santhià település Olaszországban, Vercelli megyében. Lakosainak száma 8106 fő (2023. január 1.). Santhià Carisio, Cavaglià, Crova, Formigliana, San Germano Vercellese, Tronzano Vercellese, Alice Castello és Casanova Elvo községekkel határos.

## Népesség
A település népességének változása:
| Lakosok száma | 8611 | 8496 | 8106 |
|               | 2017 | 2018 | 2023 |